# Casamitjana (l'Esquirol)
Casamitjana és una masia de l'Esquirol (Osona) inclosa a l'Inventari del Patrimoni Arquitectònic de Catalunya.

## Descripció
Masia de planta rectangular (17 x 13 m), coberta a tres vessants i amb el carener perpendicular a la façana situada a migdia. Consta de planta baixa, pis i golfes. S'accedeix a la façana principal a través d'un portal datat (1856) que dona a la lliça. Aquesta façana presenta un cos de porxos de quatre metres de profunditat, format per quatre pilars amb el capitell motllurat i cinc arcs carpanells a cadascun dels tres estatges. A la planta baixa hi ha dos portals que donen a les corts; al primer pis tres portals rectangulars, un datat (1780); i a les golfes dues arcades tapiades. La façana Oest presenta a la planta baixa tres finestres i un portal que dona a la lliça; al primer pis tres finestres; i a les golfes tres més, una datada (1659). La façana E presenta al primer pis dues finestres i a les golfes un balcó i una finestra.

## Història
Masia que pertany al terme de Sant Martí Sescorts, vinculat religiosament a Manlleu i civilment a la senyoria del Cabrerès. La seva demarcació forma part de la batllia del Cabrerès des del segle xv. Ara bé, la parròquia de Sant Martí Sescorts no es refon definitivament amb el municipi de l'Esquirol fins al 1824, quan el Consell de Castella va denegar l'existència de les "Masies de Santa Maria de Corcó", que havia funcionat entre el 1814 i el 1824 amb la capitalitat a Sant Martí Sescorts.